# Annemarieke van Rumpt
Annemarieke van Rumpt, född den 29 april 1980 i Middelharnis i Nederländerna, är en nederländsk roddare.
Hon tog OS-silver i åtta med styrman i samband med de olympiska roddtävlingarna 2008 i Peking.